# Lisurida
Lisurida é um fármaco da classe dos antiparkinsonianos, agonista  da dopamina e inibidor da prolactina.